# براد نيومان
براد نيومان (بالإنجليزية: Brad Newman)‏ هو مغن مؤلف بريطاني، ولد في 6 ديسمبر 1938، وتوفي في 18 يناير 1999.